# Kapten Easy
Kapten Easy var en av de tidigaste äventyrsserierna, ursprungligen introducerad som en bifigur i Roy Cranes dagspresserie Wash Tubbs 1929. Wash Tubbs började 1924 som en humorserie men äventyren tog snart över och äventyraren Easy blev snart seriens egentliga huvudperson. 1933 lanserades även en söndagssida, nu under namnet Captain Easy.
Har publicerats på svenska i Agent X9.